# تاکی‌کومی گوهان

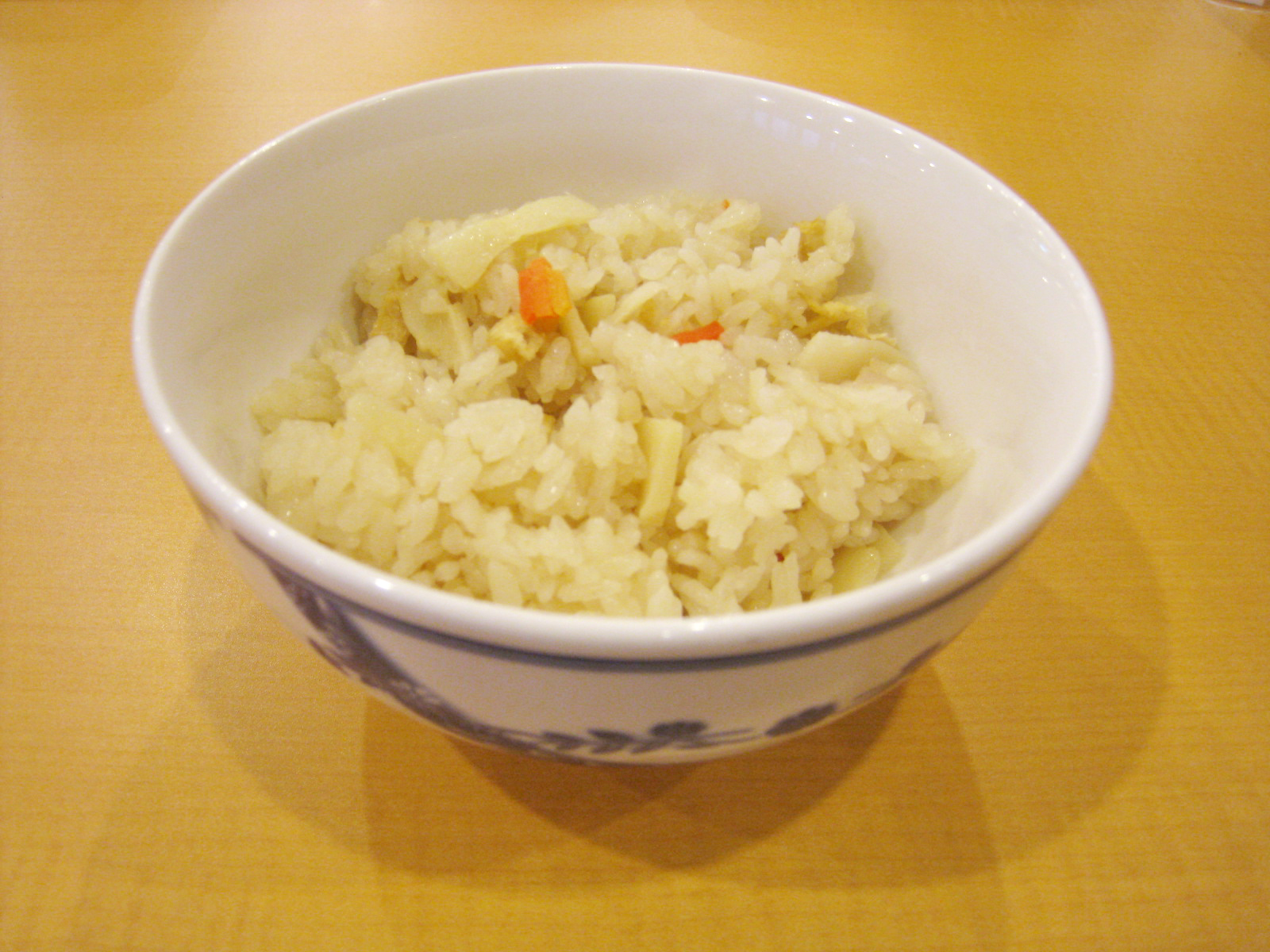
یکی از انواع تاکی‌کومی گوهان، به نام تاکه‌نو‌کو گوهان، در این نوع برنج ژاپنی به همراه تاکه‌نو‌کو یا جوانهٔ خیزران و هویج پخته شده‌است.

تاکی‌کومی گوهان (به ژاپنی: 炊き込みご飯、 Takikomi gohan) نام یک نوع غذا در آشپزی ژاپنی است. در این نوع غذا در هنگام پختن  گوهان (برنج ژاپنی) موادغذایی و چاشنی‌های مختلفی به آن افزوده می‌گردد. برای چاشنی تاکی‌کومی گوهان، معمولاً از کونبو، داشی و سس سویا استفاده می‌شود.
پخت این نوع غذا بخصوص پس از برداشت محصولات کشاورزی در فصل پاییز بسیار معمول است. از فواید این نوع پخت، مزه‌دار کردن برنج در هنگام طبخ، صرف برنج و موادغذایی به همراه هم، خوشمزگی این نوع غذا حتی هنگامی که سرد شده و مناسب بودن آن برای استفاده در غذای همراه است.
برای پخت این غذا می‌توان از پلوپز استفاده کرد.

## انواع گوهان
- کامامشی(برنج پخته شده با تنور)
- کوری گوهان(برنج پخته شده با بلوط)
- تاکه‌نو‌کو گوهان (برنج پخته شده با جوانهٔ خیزران)
- ماتسوتاکه گوهان(برنج پخته شده با ماتسوتاکه یک نوع قارچ در آسیای جنوبی)
- سان‌سای گوهان(برنج پخته شده با سان‌سای یک نوع گیاه خودرو)
- فوکاگاوا دون(برنج پخته شده با صدف )

## منبع
- مشارکت‌کنندگان ویکی‌پدیا. «炊き込みご飯». در دانشنامهٔ ویکی‌پدیای ژاپنی، بازبینی‌شده در ۲۰۱۱-۱۰-۱۳.